# Nur Tatar
Nur Tatar (Van, 16 agosto 1992) è una taekwondoka turca.

## Biografia
Ha rappresentato la Turchia ai Giochi olimpici estivi di Londra 2012, vincendo la medaglia d'argento nel torneo dei 67 chilogrammi, e a quelli di Rio de Janeiro 2016, dove ha ottenuto la medaglia di bronzo nella categoria dei 67 chilogrammi.

## Palmarès
- Giochi olimpici

Londra 2012: argento nei 67 kg.
Rio de Janeiro 2016: bronzo nei 67 kg.
- Mondiali

Čeljabinsk 2015: argento nei 67 kg.
Muju 2017: oro nei 67 kg.
Manchester 2019: argento nei 67 kg.
- Europei

San Pietroburgo 2010: argento nei 67 kg.
Manchester 2012: oro nei 67 kg.
Baku 2014: bronzo nei 67 kg.
Montreux 2016: argento nei 67 kg.
Kazan' 2018: argento nei 67 kg.
Sofia 2021: bronzo nei 67 kg.
- Giochi europei

Baku 2015: bronzo nei 67 kg.
- Giochi del Mediterraneo

Mersin 2013: oro nei 67 kg.
- Universiadi

Gwangju 2015: bronzo nei 67 kg.